# Новосредненское
Новосре́дненское — село в Кировском районе (городском округе) Ставропольского края Российской Федерации.

## Варианты названия
- Ново-Срединская,
- Ново-Среднее,
- Ново-Средний,
- Ново-Средняя,
- Новосреднее,
- Новосредний,
- Новый Средний[4].

## География
Расстояние до краевого центра: 181 км. Расстояние до районного центра: 22 км.

## История
До 1 мая 2017 года село входило в упразднённый Новосредненский сельсовет.

## Население
| 1925 | 1926  | 1989 | 2002 | 2010 | 2012 | 2014 |
| ---- | ----- | ---- | ---- | ---- | ---- | ---- |
| 775  | ↗1073 | ↘600 | ↗645 | ↘598 | ↘578 | ↘500 |

По данным переписи 2002 года, 91 % населения — русские.

## Инфраструктура
- Фельдшерско-акушерский пункт[13]
- Два общественных кладбища — открытое, площадью 14 744 м², и закрытое, площадью 900 м²[14].

## Памятники
- Братская могила советских воинов, погибших в борьбе с фашистами. 1942—1943, 1947 годы[15].